# Kyle Naughton
Kyle Naughton (Sheffield, 17 novembre 1988) è un calciatore inglese, difensore dello Swansea City.

## Carriera

### Club
Naughton è un prodotto del vivaio dello Sheffield United, dove ha giocato fin dall'età di sette anni. Nel corso degli anni, è diventato un titolare sia nell'Academy che nella squadra riserve del club. Ha capitanato la sua squadra fino ai quarti di finale della FA Youth Cup 2006-2007.
È stato ingaggiato in prestito dal Gretna a gennaio 2008. Il debutto è arrivato nella sfida in campionato contro i Rangers del 16 gennaio, partita coincisa con la sconfitta del Gretna per due a uno. Ha giocato regolarmente per il resto della stagione, mentre il club (in difficoltà economica) è stato posto sotto amministrazione controllata. Nonostante questo, Naughton ha continuato a giocare per il Gretna e lo Sheffield United ha accettato di coprire gli eventuali ritardi nel pagamento dell'ingaggio del giocatore. Il difensore ha giocato diciotto partite in Scozia, ma non è riuscito ad evitare la retrocessione della squadra.
Naughton ha debuttato nella prima squadra dello Sheffield United nella stagione seguente, entrando come sostituto nel primo turno della Football League Cup 2008-2009 contro il Port Vale, nel mese di agosto. Nella seconda apparizione da sostituto, ha segnato la rete della vittoria per due a uno sui rivali dell'Huddersfield Town, sempre in Football League Cup.
In campionato, Naughton ha debuttato dal primo minuto nella vittoria dei Blades per due a uno sul Watford, del 27 settembre 2008. Nella stessa partita, è stato nominato migliore in campo. Da quel momento, ha mantenuto il suo posto in squadra per tutto il resto della stagione. È diventato, infatti, la prima scelta per il ruolo di terzino destro, ma nel corso dell'anno è stato impiegato anche a centrocampo e, sul finire del campionato, è stato schierato da terzino sinistro, per sostituire l'infortunato Gary Naysmith. La sua positiva stagione è stata ricompensata con l'assegnazione del premio Giovane calciatore dell'anno, assegnatogli dai suoi tifosi, e dal secondo posto nel premio del Calciatore dell'anno, alle spalle di Matthew Kilgallon. A questi riconoscimenti, vanno aggiunti il posto nella Squadra dell'anno della Professional Footballers' Association (PFA). A luglio 2009, lo Sheffield ha confermato di aver accettato un'offerta da parte dell'Everton per il calciatore.
Naughton ha però firmato per il Tottenham il 22 luglio 2009, assieme al compagno di squadra Kyle Walker.
Il 21 luglio 2011 il Tottenham ufficializza il suo passaggio in prestito al Norwich City

### Nazionale
A novembre 2008, con sole otto apparizioni in Football League Championship, Naughton è stato convocato nell'Inghilterra under 21, per una partita amichevole contro la Rep. Ceca under 21 a Bramall Lane. Ha puntualmente effettuato il suo esordio nella partita stessa, subentrando nella vittoria per due a zero degli inglesi sui cechi.

## Statistiche

### Presenze e reti nei club
Statistiche aggiornate al 14 gennaio 2017.
| Stagione            | Squadra             | Campionato          | Campionato | Campionato | Coppe nazionali | Coppe nazionali | Coppe nazionali | Coppe continentali | Coppe continentali | Coppe continentali | Altre coppe | Altre coppe | Altre coppe | Totale | Totale |
| Stagione            | Squadra             | Comp                | Pres       | Reti       | Comp            | Pres            | Reti            | Comp               | Pres               | Reti               | Comp        | Pres        | Reti        | Pres   | Reti   |
| ------------------- | ------------------- | ------------------- | ---------- | ---------- | --------------- | --------------- | --------------- | ------------------ | ------------------ | ------------------ | ----------- | ----------- | ----------- | ------ | ------ |
| gen.-giu. 2008      | Gretna              | SPL                 | 18         | 0          | SC+CdL          | -               | -               | -                  | -                  | -                  | -           | -           | -           | 18     | 0      |
| 2008-2009           | Sheffield United    | FLC                 | 40+3       | 1          | FACup+CdL       | 4+3             | 1+1             | -                  | -                  | -                  | -           | -           | -           | 50     | 3      |
| 2009-gen. 2010      | Tottenham           | PL                  | 1          | 0          | FACup+CdL       | 1+1             | 0               | -                  | -                  | -                  | -           | -           | -           | 3      | 0      |
| gen.-giu. 2010      | Middlesbrough       | FLC                 | 15         | 0          | FACup+CdL       | -               | -               | -                  | -                  | -                  | -           | -           | -           | 15     | 0      |
| ago. 2010           | Tottenham           | PL                  | 0          | 0          | FACup+CdL       | 0+1             | 0               | UCL                | 0                  | 0                  | -           | -           | -           | 1      | 0      |
| ago. 2010-2011      | Leicester City      | FLC                 | 34         | 5          | FACup+CdL       | 2+0             | 0               | -                  | -                  | -                  | -           | -           | -           | 36     | 5      |
| 2011-2012           | Norwich City        | PL                  | 32         | 0          | FACup+CdL       | 0               | 0               | -                  | -                  | -                  | -           | -           | -           | 32     | 0      |
| 2012-2013           | Tottenham           | PL                  | 14         | 0          | FACup+CdL       | 2+1             | 0               | UEL                | 9                  | 0                  | -           | -           | -           | 26     | 0      |
| 2013-2014           | Tottenham           | PL                  | 22         | 0          | FACup+CdL       | 0+1             | 0               | UEL                | 11                 | 0                  | -           | -           | -           | 34     | 0      |
| 2014-gen. 2015      | Tottenham           | PL                  | 5          | 0          | FACup+CdL       | 0+2             | 0               | UEL                | 4                  | 0                  | -           | -           | -           | 9      | 0      |
| Totale Tottenham    | Totale Tottenham    | Totale Tottenham    | 42         | 0          |                 | 9               | 0               |                    | 24                 | 0                  |             | -           | -           | 75     | 0      |
| gen.-giu. 2015      | Swansea City        | PL                  | 10         | 0          | FACup+CdL       | 0               | 0               | -                  | -                  | -                  | -           | -           | -           | 10     | 0      |
| 2015-2016           | Swansea City        | PL                  | 27         | 0          | FACup+CdL       | 0+1             | 0               | -                  | -                  | -                  | -           | -           | -           | 28     | 0      |
| 2016-2017           | Swansea City        | PL                  | 31         | 1          | FACup+CdL       | 1+1             | 0               | -                  | -                  | -                  | -           | -           | -           | 33     | 1      |
| 2017-2018           | Swansea City        | PL                  | 34         | 0          | FACup+CdL       | 4+1             | 1+0             | -                  | -                  | -                  | -           | -           | -           | 39     | 1      |
| 2018-2019           | Swansea City        | FLC                 | 35         | 1          | FACup+CdL       | 2+1             | 0+0             | -                  | -                  | -                  | -           | -           | -           | 38     | 1      |
| 2019-2020           | Swansea City        | FLC                 | 32+1       | 3          | FACup+CdL       | 0+2             | 0+0             | -                  | -                  | -                  | -           | -           | -           | 35     | 3      |
| 2020-2021           | Swansea City        | FLC                 | 30+3       | 0          | FACup+CdL       | 1+1             | 0+0             | -                  | -                  | -                  | -           | -           | -           | 35     | 0      |
| 2021-2022           | Swansea City        | FLC                 | 18         | 0          | FACup+CdL       | 0+2             | 0+0             | -                  | -                  | -                  | -           | -           | -           | 20     | 0      |
| Totale Swansea City | Totale Swansea City | Totale Swansea City | 221        | 5          |                 | 17              | 1               |                    | -                  | -                  |             | -           | -           | 238    | 6      |
| Totale carriera     | Totale carriera     | Totale carriera     | 405        | 11         |                 | 35              | 3               |                    | 24                 | 0                  |             | -           | -           | 464    | 14     |